# Spindasis balina
Spindasis balina är en fjärilsart som beskrevs av Hans Fruhstorfer. Spindasis balina ingår i släktet Spindasis och familjen juvelvingar. Inga underarter finns listade i Catalogue of Life.